# Honkasaari (ö i Finland, Norra Savolax, Nordöstra Savolax, lat 63,45, long 28,30)
Honkasaari är en ö i Finland. Den ligger i sjön Keyritty och i kommunen Rautavaara i den ekonomiska regionen  Nordöstra Savolax ekonomiska region  och landskapet Norra Savolax, i den centrala delen av landet, 400 km nordost om huvudstaden Helsingfors. Öns area är 6,2 hektar och dess största längd är 0,5 kilometer i sydöst-nordvästlig riktning.